# Chestnut Hill (Massachusetts)
Chestnut Hill je sídlo, které zasahuje na území Norfolk, Suffolk a Middlesex County v americkém státě Massachusetts.

## Dějiny
Většina území byla ještě na počátku 20. století zemědělskou půdou, pouze oblast kolem nádrže byla rozvinuta v roce 1870 krajinným architektem Frederickem Lawem Olmstedem, který navrhl Central Park v New Yorku a Emerald Necklace v Bostonu. Národní registr historických míst v roce 1986 označil části Chestnut Hill jako historická území s příklady americké koloniální, italské, královny Anny, obnovené tudorovské a viktoriánské architektury.